# 川辺菜月
川辺 菜月（かわべ なつき、1984年2月12日 - ）は、鹿児島出身の女優。血液型はB型。アオイコーポレーション所属。

## 出演作品

### テレビドラマ
- のだめカンタービレ（2006年）
- 鹿男あをによし（2008年） - 原和歌子役

### 映画
- KIDS（2008年）
- MW（2009年）

### CM
- NEC『N706i』
- NEC『LaVie L』パーティー篇

| スタブアイコン | サブスタブ | この項目は、まだ閲覧者の調べものの参照としては役立たない、俳優（男優・女優）に関連した書きかけの項目です。この項目を加筆・訂正などしてくださる協力者を求めています（P:映画/PJ芸能人）。 |